# Australovenator

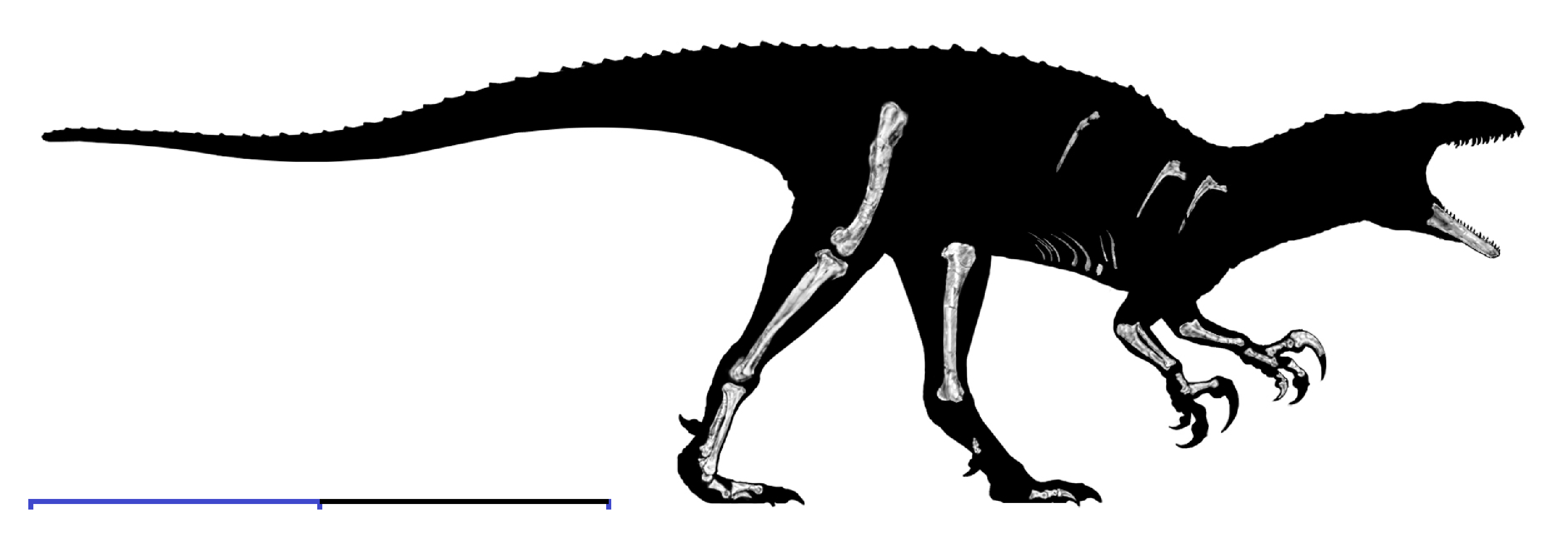
Schattenriss von Australovenator, bekannte Skelettteile hervorgehoben

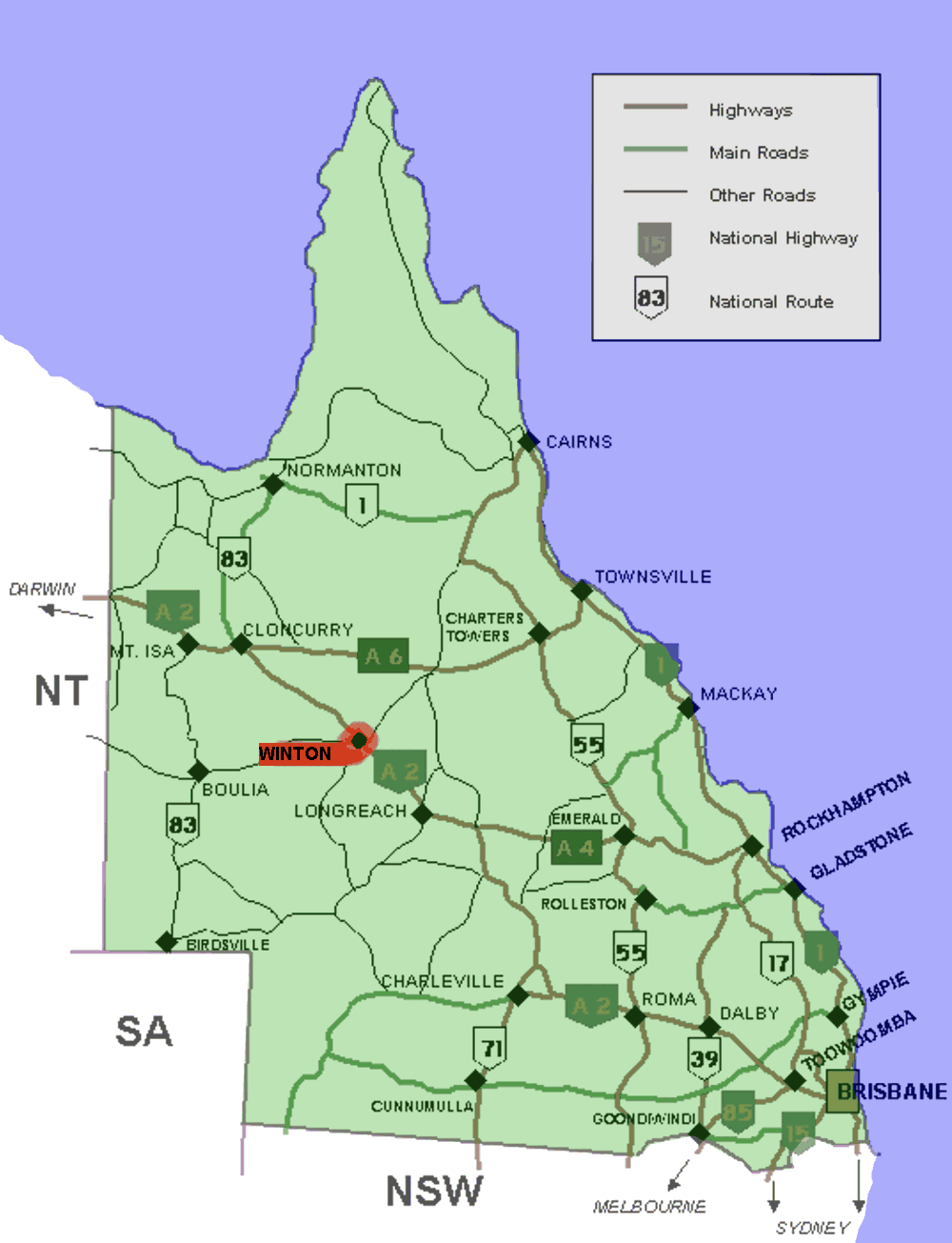
Lage von Winton in Queensland, Australien

Australovenator ist eine Gattung mittelgroßer theropoder Dinosaurier innerhalb der Allosauroidea aus der späten Unterkreide von Australien. Die einzige bekannte Art ist Australovenator wintonensis. Das Skelett des Holotypus AODF 604 war zur Zeit der Erstbeschreibung 2009 der vollständigste Fund eines australischen Theropoden.

## Beschreibung
Australovenator wurde 6 Meter lang. Dank einer Hüfthöhe von 2 Metern erreichte er eine maximale Höhe von 2,50 Metern. Der Kopf maß 60 Zentimeter, das Gewicht betrug über eine halbe Tonne.

## Fundgeschichte
Die Fossilien stammen aus der Winton-Formation in der Nähe von Winton. Hier wurden einzelne Skelettelemente von  Australovenator in einer tonigen Schicht zwischen Lagen von Sandstein gefunden, darunter Zähne, ein Teil des Unterkiefers, Teile der vorderen und der hinteren Gliedmaßen, ein Teil des Darmbeins, Rippen und Bauchrippen. Bis dahin waren von Theropoden in Australien nur einzelne kleine Knochenstücke gefunden worden. Im Jahr 2009 konnte Australovenator von einem Team australischer Wissenschaftler rekonstruiert und beschrieben werden.
Bei der Schicht, in der Australovenator gefunden wurde, handelte es sich offenbar um die Hinterlassenschaft eines Altarms in der Auenlandschaft eines Flusses. Neben den fossilen Überresten des Lungenfisches Metaceratodus ellioti und der krokodilartigen Isisfordia duncani, wurden Schildkröten, Muscheln und Schnecken gefunden. Auch ein weiterer Dinosaurierfund von dieser Fundstelle konnte in der Arbeit der australischen Wissenschaftler erstmals beschrieben werden. Dabei handelte es sich um einen pflanzenfressenden Sauropoden, der Diamantinasaurus matildae genannt wurde. Diamantinasaurus, benannt nach dem in der Nähe der Fundstelle verlaufenden Diamantina River, könnte zur Beute des fleischfressenden Australovenator gehört haben.
Nach der Erstbeschreibung von Australovenator wird diskutiert, ob das in den frühen 1980er Jahren im australischen Bundesstaat Victoria gefundene Sprungbein, das einem Allosaurus zugeordnet wurde, ebenfalls zu einem Exemplar von Australovenator oder einem nahen Verwandten gehört.

## Systematik
Australovenator besitzt Merkmale der Allosauroidea und scheint nahe verwandt mit dem in Japan gefundenen Fukuiraptor und dem Neovenator von der Isle of Wight zu sein. Diese beiden Theropoden sind jedoch älter als Australovenator und stammen aus der frühen Unterkreide. Australovenator steht am Übergang zwischen Unterkreide und Oberkreide (vom Albium zum Cenomanium) und kann als Zwischenform an der Basis der Carcharodontosauridae aufgefasst werden, zu denen Carcharodontosaurus aus Afrika und Giganotosaurus aus Südamerika gehören. Der Fund in Australien spricht für die paläobiogeographisch weite Verbreitung dieser Formengruppe auf dem Superkontinent Gondwana. Er kann weitere Aufschlüsse über die Phylogeographie der Kreidezeit geben.

## Namensgebung

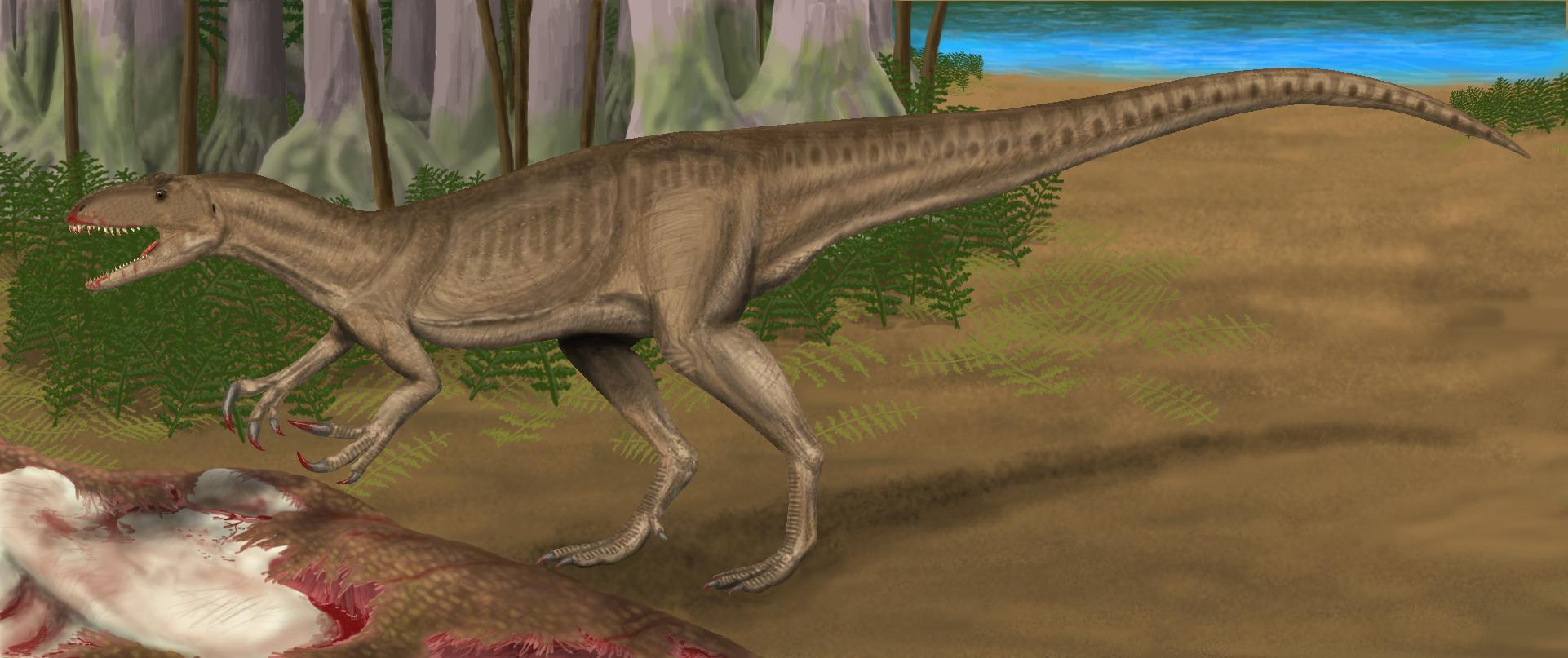
Australovenator frisst am Kadaver eines Diamantinasaurus

Australovenator wintonensis kann mit „Wintons südlicher Jäger“ übersetzt werden. Die Zusammensetzung Australovenator deutet einerseits auf den Fundort in der südlichen Hemisphäre (lat. Austral, australis – „südlich“) hin, andererseits auf die räuberische Lebensweise (lat. venator – „Jäger“) des Fleischfressers. Das Artepitheton wintonensis weist auf die Stadt Winton, auf deren Gebiet die Fundstelle liegt. Dieser Theropode wurde vor seiner Erstbeschreibung von den Wissenschaftlern „Banjo“ genannt, zu Ehren des Schriftstellers Andrew Barton Paterson, der seine Werke unter dem Pseudonym The Banjo verfasste und meist Banjo Paterson genannt wurde. Unter diesem Namen ist er auch als Verfasser des Textes der inoffiziellen australischen Nationalhymne Waltzing Matilda bekannt, den er bei einem Aufenthalt in Winton schrieb. In Anlehnung an diese Begebenheit wurde auch ein weiterer Saurierfund aus der Winton-Formation bei Winton, ein pflanzenfressender Titanosaurier, Diamantinasaurus matildae genannt.